# Paul Tant
Paul Tant, né le 4 avril 1945 à Kruishoutem et mort le 1er mars 2014 ,, est un homme politique belge flamand, membre du CD&V.
Il est assistant social, licencié en sciences politiques et sociales (UGent) et ancien professeur.

## Distinctions
- : Commandeur de l'Ordre de Léopold
- Médaille civique de 1re classe.

## Fonctions politiques
- Sénateur du 11 mai 1989 au 24 novembre 1991.
- Député fédéral belge :
  - du 8 novembre 1981 au 13 décembre 1987
  - du 24 novembre 1991 au 2 mai 2007.
    - Ancien vice-président et 2e vice-président de la Chambre.
- Bourgmestre de Kruishoutem de 1997 à 2009.